# Andre Ingram
Andre Ingram (ur. 19 listopada 1985 w Richmond) – amerykański koszykarz, występujący na pozycji rzucającego obrońcy, aktualnie zawodnik zespołu South Bay Lakers.

## Osiągnięcia
Stan na 2 kwietnia 2019, na podstawie, o ile nie zaznaczono inaczej.
NCAA
- Mistrz sezonu regularnego Ligi Patriot (2004)
- Debiutant roku Ligi Patriot (2004)
- Zaliczony do:
  - I składu:
    - Ligi Patriot (2005, 2007)
    - debiutantów Ligi Patriot (2004)
    - turnieju Ligi Patriot (2007)

  - II składu Ligi Patriot (2006)
- Lider Ligi Patriot w:
  - skuteczności rzutów:
    - z gry (41% – 2005)
    - za 3 punkty (39,6% – 2004, 42,4% – 2007)

  - liczbie celnych rzutów za 3 punkty (78 – 2004)

Indywidualne
- Zwycięzca konkursu rzutów za 3 punkty D-League (2010, 2016)
- Laureat nagrody Jason Collier Sportsmanship Award (2010)
- Lider D-League w skuteczności rzutów za 3 punkty (2012, 2017)
- Uczestnik konkursu rzutów za 3 punkty D-League (2010, 2011, 2016)